# 班島
班島是美國的島嶼，位於太平洋海域，屬於科迪亞克群島的一部分，由阿拉斯加州負責管轄，長10.5公里、寬3.5公里，面積28.79平方公里，最高點海拔高度464米，島上無人居住。